# Musikjahr 1741
Liste der Musikjahre

◄◄ | ◄ | 1737 | 1738 | 1739 | 1740 | Musikjahr 1741 | 1742 | 1743 | 1744 | 1745 | ► | ►►

Weitere Ereignisse
Dieser Artikel behandelt das Musikjahr 1741.

## Ereignisse

### Johann Sebastian Bach

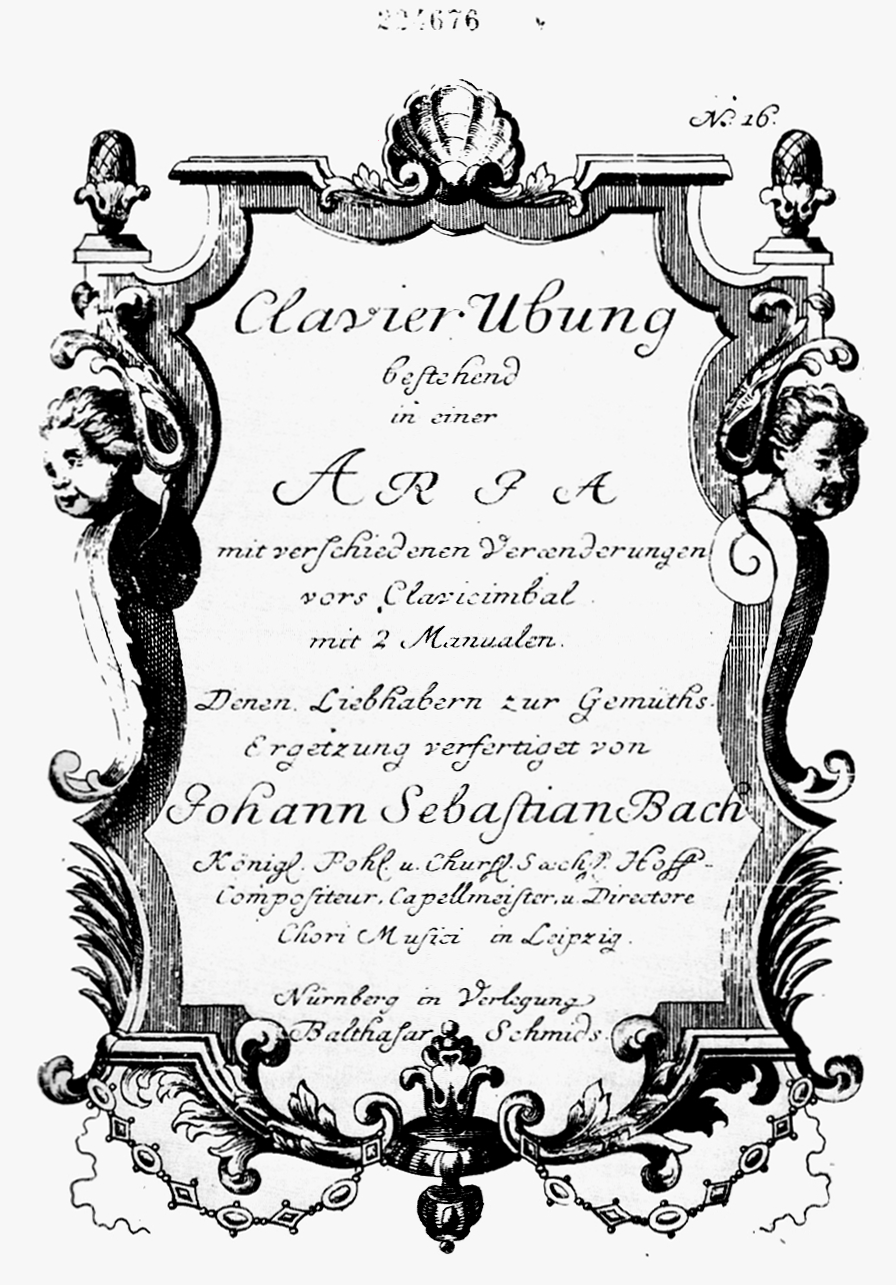
Titelblatt des Erstdrucks der Goldberg-Variationen

- Johann Sebastian Bach ist seit dem 30. Mai 1723 Thomaskantor und musikalischer Leiter der Thomaskirche in Leipzig. Von 1729 bis ins Jahr 1741, vielleicht sogar bis 1746, hat er außerdem die Leitung des 1701 von Georg Philipp Telemann gegründeten Collegium musicum inne. Die Konzerte finden ein- bis zweimal pro Woche im Zimmermannischen Caffee-Hauß (1943 kriegszerstört) oder im dazugehörigen Garten statt.
- In den 1740er Jahren zieht sich Bach – mit wenigen Ausnahmen – von Neukompositionen für die Kirche zurück. Neben Auftragsarbeiten für weltliche Anlässe konzentriert er sich ganz auf umfangreiche Werke für das Cembalo. Auch verschlechtert sich sein Augenlicht immer mehr.
- Der Verleger Balthasar Schmid gibt in Nürnberg erstmals das Werk Clavier Ubung bestehend in einer ARIA mit verschiedenen Verænderungen vors Clavicimbal mit 2 Manualen von Johann Sebastian Bach heraus. Nach Bachs Tod wird das Stück unter dem Namen Goldberg-Variationen bekannt.

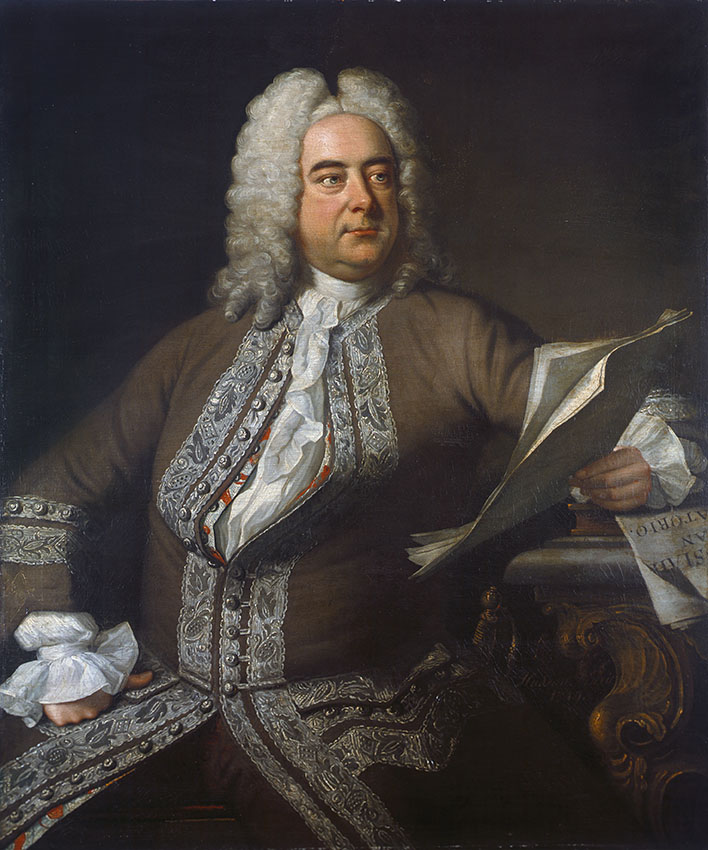
Händel 1741, Porträt von Thomas Hudson

- 00. November: Johann Sebastian Bach fährt nach Dresden, wohl um Hermann Graf von Keyserlingk die Goldberg-Variationen zu überreichen, die im Herbst im Druck erschienen sind.
- Der zweite Teil von Johann Sebastian Bachs Das Wohltemperierte Klavier, einer Sammlung von Präludien und Fugen für ein Tasteninstrument, dessen erster Teil aus dem Jahr 1722 stammt, entsteht in den Jahren 1740–1742.

### Georg Friedrich Händel
- Georg Friedrich Händel wohnt seit Juli/August 1723 in London in der 25 Brook Street und bewohnt hier bis zu seinem Tod im Jahr 1759 zwei Stockwerke. Nahezu alle Werke, die seit 1723 entstehen, werden in diesem Haus komponiert. Auch die Vorbereitungen der Aufführungen finden oft im Händelschen Dining Room statt.
- 10. Januar: Deidamia, Georg Friedrich Händels letzte Oper, wird im Theatre Royal, Lincoln’s Inn Fields in London uraufgeführt. Das Libretto stammt von Paolo Antonio Rolli.
- 22. August – 14. September: Georg Friedrich Händel komponiert das Oratorium Messiah. Das Libretto stammt von Charles Jennens.

### Domenico Scarlatti
- Domenico Scarlatti ist der portugiesischen Prinzessin Maria Bárbara de Bragança, die er am Hofe des frommen und verschwendungssüchtigen Königs Johann V. in Lissabon kennengelernt und als Musiklehrer unterrichtet hatte, nach deren Heirat mit dem spanischen Thronfolger Don Fernando von Asturien (ab 1746 König Ferdinand VI.) nach Spanien gefolgt. Von Oktober 1730 bis 16. Mai 1733 war die Alcázares Reales in Sevilla seine feste Residenz und Wirkungsstätte. Danach zieht der Hof nach Norden in die Umgebung von Madrid, wo er je nach Jahreszeit abwechselnd in den Schlössern Buen Retiro, El Pardo, Aranjuez, La Granja und El Escorial weilt. Scarlatti steht vermutlich weiterhin in den „privaten“ Diensten von Maria Bárbara und scheint sich praktisch ausschließlich dem Cembalo und der Komposition seiner Sonaten zu widmen.
- Nach dem Tod seiner ersten Frau Maria Caterina am 6. Mai 1739 in Aranjuez, heiratet Domenico Scarlatti irgendwann zwischen 1740 und 1742 die aus Cádiz stammende Anastasia Ximénez.

### Georg Philipp Telemann
- Georg Philipp Telemann ist seit 1721 Cantor Johannei und Director Musices der Stadt Hamburg, eines der angesehensten musikalischen Ämter Deutschlands. In diesem Amt verpflichtet sich Telemann zur Komposition von zwei Kantaten wöchentlich und einer Passion pro Jahr, in späteren Jahren greift er allerdings bei seinen Kantaten auf frühere Werke zurück. Daneben komponiert er zahlreiche Musiken für private und öffentliche Anlässe, etwa für Gedenktage und Hochzeiten.

### Antonio Vivaldi

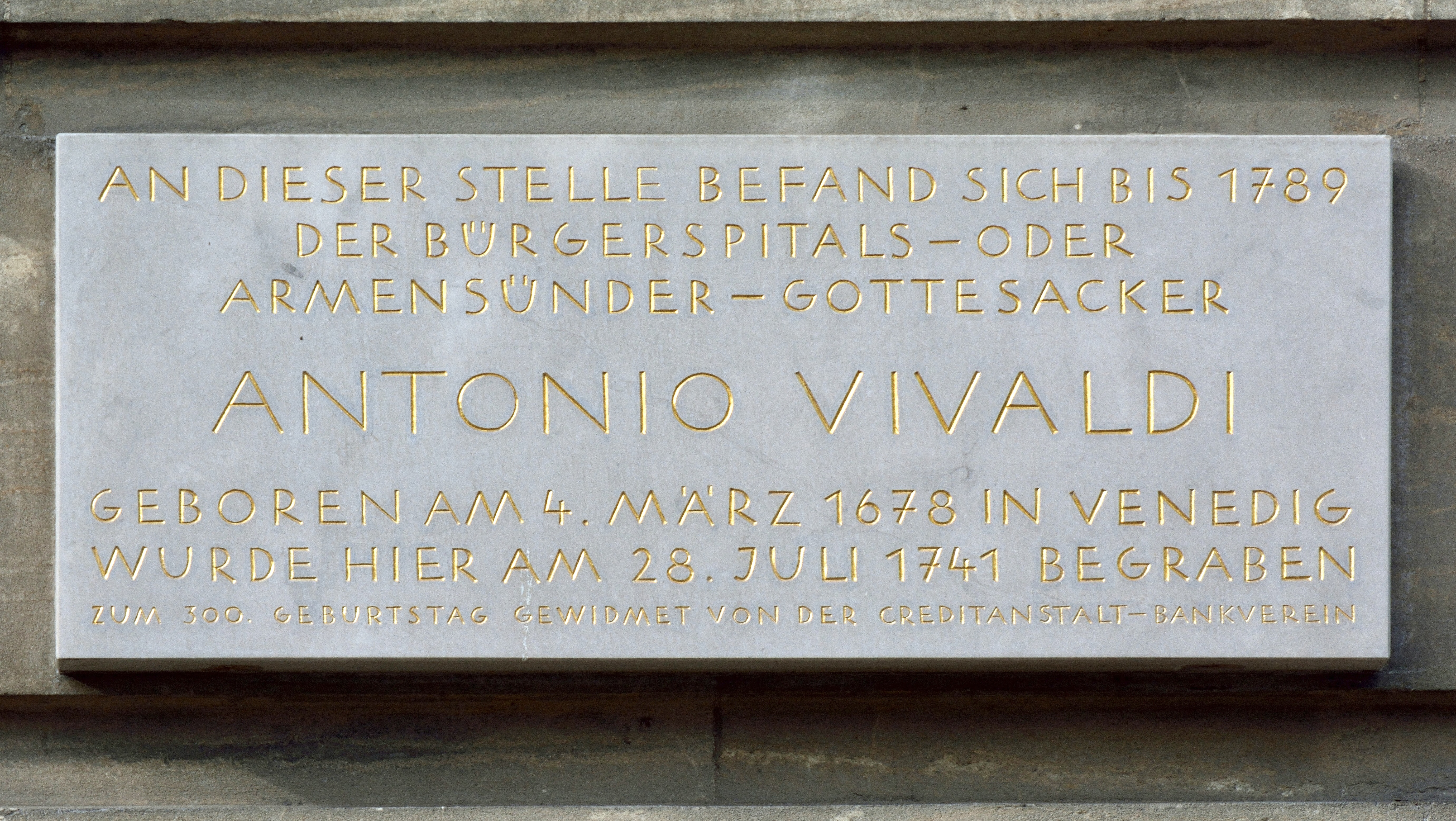
Gedenktafel für Antonio Vivaldi am Hauptgebäude der TU Wien

- Antonio Vivaldi, der seit 1726 musikalischer Leiter des Teatro Sant’Angelo in seiner Heimatstadt Venedig war und dort sowohl als Komponist als auch als Geigenvirtuose zur lebenden Legende und zum „Wallfahrtsziel“ für viele Musiker aus ganz Europa wurde, zieht 1740 nach Wien, um Unterstützung bei Kaiser Karl VI. zu suchen, der jedoch schon im Oktober 1740 stirbt. Grund ist wahrscheinlich der um 1730 einsetzende Wandel des Musikgeschmacks, der dazu führt, dass Vivaldis Kompositionen das (venezianische) Publikum immer weniger ansprechen. In Wien bleibt der einstmals bekannteste Musiker Europas unbeachtet von der Musikwelt.
- Vivaldi stirbt zehn Monate nach seiner Ankunft in Wien und wird am 28. Juli 1741 in einem einfachen Grab auf dem Spitaller Gottsacker vor dem Kärntnertor beigesetzt, an dessen Stelle sich heute das Hauptgebäude der Technischen Universität Wien (Karlsplatz) befindet. Dort ist eine Gedenktafel für ihn angebracht.

### Weitere biografische Ereignisse

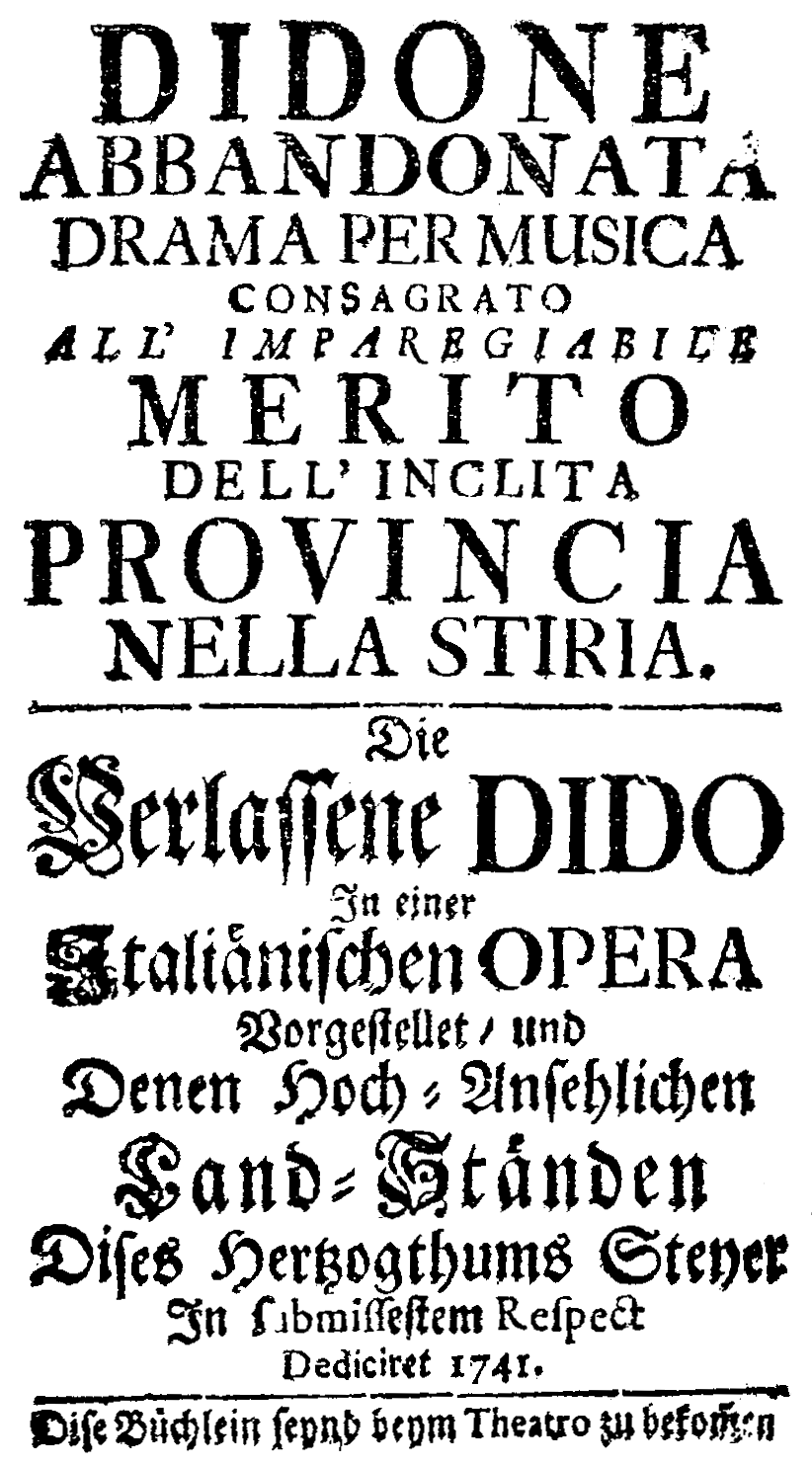
Johann Leopold van Ghelen veröffentlicht in Steyr eine deutsche Übersetzung des Opern-Librettos Didone abbandonata von Pietro Metastasio.

- Johann Friedrich Agricola, der im Jahre 1738 18-jährig ein Jurastudium an der Universität Leipzig aufgenommen und bis 1741 Klavier-, Orgel- und Kompositionsunterricht bei Johann Sebastian Bach genommen hatte, geht nach Beendigung seiner Ausbildung nach Berlin, wo er Kontakt zu Johann Joachim Quantz, dem Hofkomponisten Friedrichs II., und Carl Philipp Emanuel Bach, dem Kammercembalisten des Königs, findet.
- Carl Philipp Emanuel Bach erhält eine Festanstellung als Konzertcembalist in der Hofkapelle des im Jahr zuvor zum preußischen König gekrönten Kronprinzen Friedrich. Bach ist damals einer der berühmtesten „Clavieristen“ Europas. Für das Cembalo – sein Lieblingsinstrument – wird er rund 150 Sonaten und über 50 konzertante Stücke schreiben.
- Der 19-jährige Georg Anton Benda wird zweiter Geiger am Berliner Hof von König Friedrich II. von Preußen.
- Giovanni Bononcini, der 1737 bei dubiosen Spekulationen viel Geld verloren hatte und zeitweilig seinen Lebensunterhalt als Kopist verdienen musste, erhält ab 1741 von Kaiserin Maria Theresia eine Pension. Seine letzte bekannte Komposition ist das durch die Kaiserin in Auftrag gegebene Te Deum.
- Christoph Willibald Gluck hat seinem ersten nachgewiesenen Auftritt als Komponist am 26. Dezember im Alter von 27 Jahren bei der Uraufführung seiner Oper Artaserse in Mailand.
- Niccolò Jommellis Oper Merope wird am 26. Dezember 1741 in Venedig zum Auftakt der Karnevalssaison erstmals aufgeführt. Außerdem wird er von der renommierten Accademia Filarmonica in Bologna als Mitglied aufgenommen.

### Eröffnungen
- 14. März: In Wien erlaubt Erzherzogin Maria Theresia die Nutzung eines leerstehenden Ballhauses auf dem Michaelerplatz neben der Hofburg als Theater, woraus das Burgtheater entsteht.
- 27. Mai: In Wien begleitet erstmals eine Musikkapelle eine Militärparade.

### Uraufführungen

#### Bühnenwerke

##### Oper
- 10. Januar: Deidamia (HWV 42), Georg Friedrich Händels letzte Oper, wird in London uraufgeführt. Das Libretto stammt von Paolo Antonio Rolli.
- 28. Januar: Die Oper Didone abbandonata von Andrea Bernasconi auf das Libretto von Pietro Metastasio wird im Teatro San Giovanni Crisostomo in Venedig uraufgeführt. Die Uraufführung einer weiteren Vertonung des Librettos von Rinaldo di Capua erfolgt in diesem Jahr im Teatro Condes in Lissabon.
- Karneval: Die Oper Artamene von Tomaso Albinoni auf das Libretto von Bartolomeo Vitturi wird im Teatro Sant’Angelo in Venedig uraufgeführt. Es ist nach Candalide (1734) seine letzte Oper.
- Karneval: Das Libretto Demofoonte von Pietro Metastasio wird im Teatro Pubblico in Lucca in der Vertonung von Leonardo Vinci, im Teatro delle Dame in Rom in der Vertonung von Andrea Bernasconi uraufgeführt. Eine weitere Vertonung in diesem Jahr von Giovanni Verocai wird im Hoftheater in Braunschweig uraufgeführt.
- 29. April: In Bologna findet die Uraufführung der Oper Ezio von Niccolò Jommelli mit dem Libretto von Pietro Metastasio statt.
- 07. Oktober: Uraufführung der Oper Numa Pompilio von Johann Adolph Hasse auf ein Libretto von Stefano Benedetto Pallavicino im Hoftheater von Hubertusburg.
- 12. Dezember: Am King’s Theatre in London wird die Oper Penelope von Baldassare Galuppi auf das Libretto von Paolo Antonio Rolli uraufgeführt.
- 13. Dezember: Die Oper Rodelinda regina de’ Longobardi (GraunWV B:I:6) von Karl Heinrich Graun auf das Libretto von Giovanni Gualberto Bottarelli wird erstmals aufgeführt.
- 26. Dezember: Niccolò Jommellis Oper Merope wird zum Auftakt der Karnevalssaison am Teatro San Giovanni Crisostomo in Venedig uraufgeführt.
- 26. Dezember: Die Oper Artaserse von Christoph Willibald Gluck auf ein Libretto von Pietro Metastasio wird in Mailand uraufgeführt (nur zwei Arien erhalten).

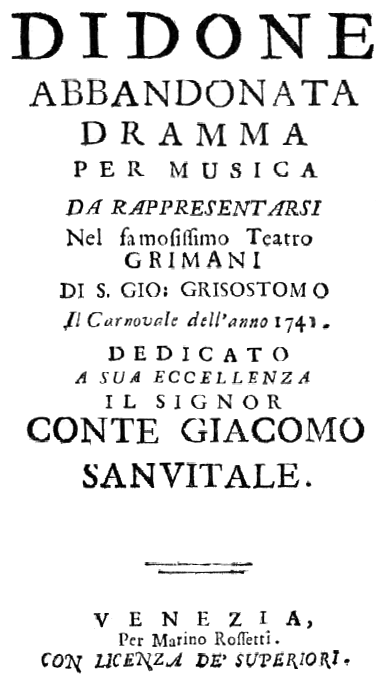
Andrea Bernasconi – Didone abbandonata – Titelseite des Librettos – Venedig 1741
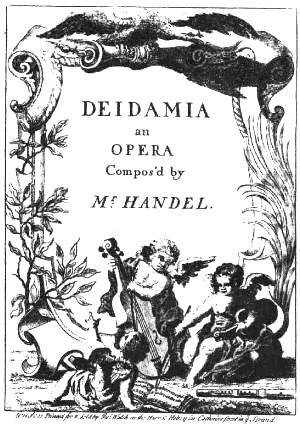
Georg Friedrich Händel – Deidamia – Titelseite des Librettos – London 1741
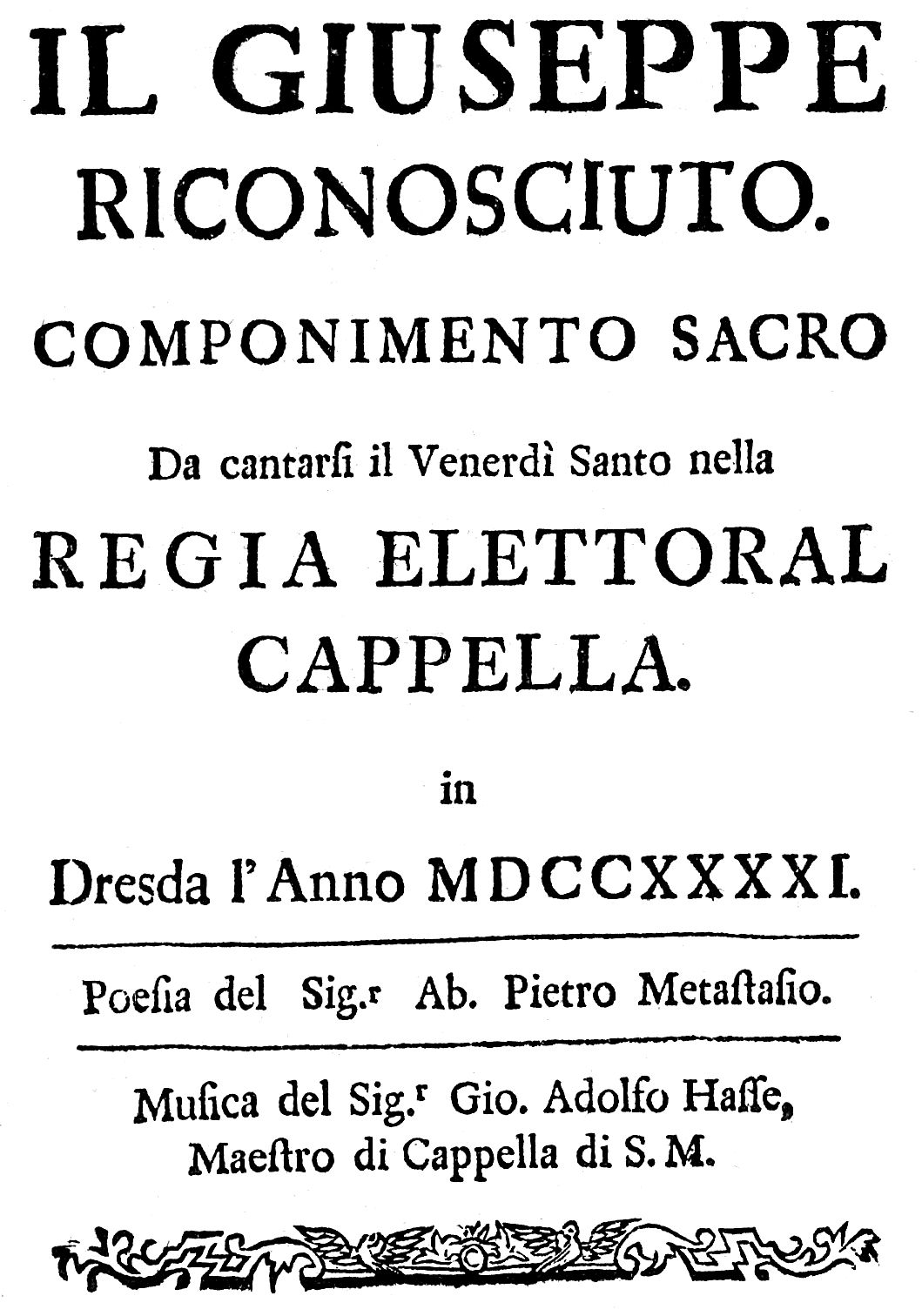
Johann Adolph Hasse – Il Giuseppe riconosciuto – Titelseite des Librettos – Dresden 1741

##### Oratorium
- 31. März: Die Azione sacra in zwei Teilen Giuseppe riconosciuto von Johann Adolph Hasse auf ein Libretto von Pietro Metastasio wird in der Hofkapelle in Dresden uraufgeführt.
- Francesco Feo – Tobias

### Instrumentalmusik

#### Konzerte
- Carl Philipp Emanuel Bach – Sinfonie in G-Dur (H.648)
- Willem de Fesch – 8 Concertos, op. 10
- Francesco Geminiani – 6 Concerti, op. 6 (London)

#### Kammermusik
- Christoph Graupner – Trio Sonata in E-Dur (GWV 208)

#### Flöte
- Joseph Bodin de Boismortier – 6 Sonates pour clavecin et une flûte traversière, op. 91 (Paris)
- Christoph Graupner – Flötensonate in G-Dur (GWV 708)
- Johann Adolph Hasse – 12 Flötenkonzerte, op. 3

#### Klarinette
- Georg Friedrich Händel – Ouvertüre in D-Dur (HWV 424)

#### Vielle
- Jean-Baptiste Dupuits – 6 Sonatas für Vielle und Cembalo, op. 3

### Tastenmusik

#### Cembalo
- Carl Philipp Emanuel Bach – Cembalokonzert in A-Dur (H.411)
- Johann Sebastian Bach – Goldberg Variationen (BWV 988), veröffentlicht unter dem Titel Clavier Ubung bestehend in einer ARIA mit verschiedenen Verænderungen vors Clavicimbal mit 2 Manualen
- Friedrich Wilhelm Marpurg – Pièces de Clavecin
- Jean-Philippe Rameau – Pièces de clavecin en concert, avec un violon ou une flute,...

#### Orgel
- Michel Corrette – Nouveau Livre de noëls
- Verschiedene Komponisten – Cocquiel Manuskript (B-Br Ms II 3326 Mus)

### Vokalmusik

#### Geistlich
- Girolamo Abos – Magnificat à quarto concertato con strum
- Giovanni Bononcini – Te Deum in c-Moll
- Baldassare Galuppi – Confitebor tibi Domine in C major (B.II.2)

#### Weltlich
- Georg Friedrich Händel – Quel fior che all'alba ride (HWV 192)
- Georg Philipp Telemann – 24 Oden (TWV 25:86-109)

### Lehrwerke
- Michel Corrette – Méthode pour apprendre le violoncelle, op. 24
- Antoine Terrasson – Historique sur la vielle
- Carlo Tessarini – Gramatica di musica. Insegna il modo facile e breve per bene impre di sonare il violino (Rom)

### Instrumentenbau
- Gottfried Silbermann baut ab etwa 1741 Hammerflügel mit verbesserter Technik, von denen Preußens König Friedrich der Große mehrere erwirbt. Außerdem
  - stellt er den Bau der Orgel in der Kirche St. Johannis in Zittau fertig
  - vollendet er den Bau der Orgel in der Dorfkirche in Großhartmannsdorf.

## Geboren

### Geburtsdatum gesichert
- 08. Februar: André-Ernest-Modeste Grétry, flämisch-französischer Komponist († 1813)
- 09. Februar: Henri-Joseph Rigel, deutscher Komponist († 1799)
- 19. Februar: Johann Gottlieb Stephanie, österreichischer Schauspieler, Dramatiker und Opernlibrettist († 1800)
- 26. Februar: Johann Nepomuk Holzhey, süddeutscher Orgelbauer († 1809)
- 25. März: Daniel Schiebeler, deutscher Schriftsteller und Kirchenlieddichter († 1771)
- 28. März: Johann André, deutscher Musiker, Komponist und Musikverleger († 1799)
- 17. April: Johann Gottlieb Naumann, deutscher Komponist, Dirigent und Kapellmeister († 1801)
- 23. Mai: Andrea Lucchesi, italienischer Komponist, Organist und Kapellmeister († 1801)
- 02. Juli: Susanna Jacobina Jungert, deutsche Sopranistin († 1799)
- 31. August: Jean-Paul-Égide Martini, deutsch-französischer Komponist († 1816)
- 25. September: Václav Pichl, tschechischer Geiger, Komponist und Musikdirektor († 1805)
- 27. November: Jean-Pierre Duport, französischer Cellist und Komponist († 1818)

### Genaues Geburtsdatum unbekannt
- Nidhu Babu, indischer Komponist und Dichter († 1839)
- Carlo Canobbio, italienischer Komponist und Violinist († 1822)
- Jean Baptiste Cupis de Camargo (le jeune), französischer Violoncellist und Komponist († nach 1794)
- Franz Xaver Hammer, deutscher Gambist, Violoncellist und Komponist († 1817)
- Giacomo Rust, italienischer Komponist († 1786)

### Geboren um 1741
- Franz Kiršnik, böhmischer Organist und Orgelbauer († nach 1802)

## Gestorben

### Todesdatum gesichert
- 06. Januar: Ann Turner Robinson, englische Sopranistin
- 10. Januar: Christoph Wolfgang Druckenmüller, deutscher Organist und Komponist (* 1687)
- 13. Februar: Johann Joseph Fux, österreichischer Komponist und Musiktheoretiker (* 1660)
- 16. März: Jean-Baptiste Rousseau, französischer Autor und Librettist (* 1671)
- 07. April: Georg Sigismund Caspari, deutscher Orgelbauer (* 1693)
- 14. Mai: Christian Steetz, deutscher Jurist und Dichter (* 1709)
- 19. Mai: Valentin Ulrich Grotian, ostfriesischer Orgelbauer (* 1663)
- 04. Juni: Johann Pöschel, deutscher lutherischer Geistlicher und Kirchenlieddichter (* 1711)
- 22. Juni: Joseph-Hector Fiocco, Violinist und Komponist aus den habsburgischen Niederlanden (* 1703)
- 23. Juni: Johann Leopold Burkhardt, deutscher Orgelbauer (* 1673)
- 25. Juni: Peter Prelleur, englischer Organist, Cembalist, Komponist und Musiktheoretiker (* 1705)
- 28. Juli: Antonio Vivaldi, venezianischer Komponist (* 1678)
- nach dem 2. September: Carlo Francesco Cesarini, italienischer Komponist und Violinist (* um 1666)
- 07. September: Henry Desmarest, französischer Komponist (* 1661)
- 09. Oktober: Domenico Lalli, neapolitanischer Librettist (* 1679)

### Genaues Todesdatum unbekannt
- Johann Christian Credius, deutscher Komponist und Organist (* 1681)
- Françoise Prévost, französische Primaballerina (* um 1680)

### Gestorben um 1741
- Francesco Scarlatti, italienischer Violinist und Komponist (* 1666)

### Gestorben nach 1741
- Johann Michael Kändtel, deutscher Orgelbauer (* vor 1708)
- Justus Andreas Meyfeld, deutscher Stück- und Glockengießer (* vor 1730)